# 钱业大楼

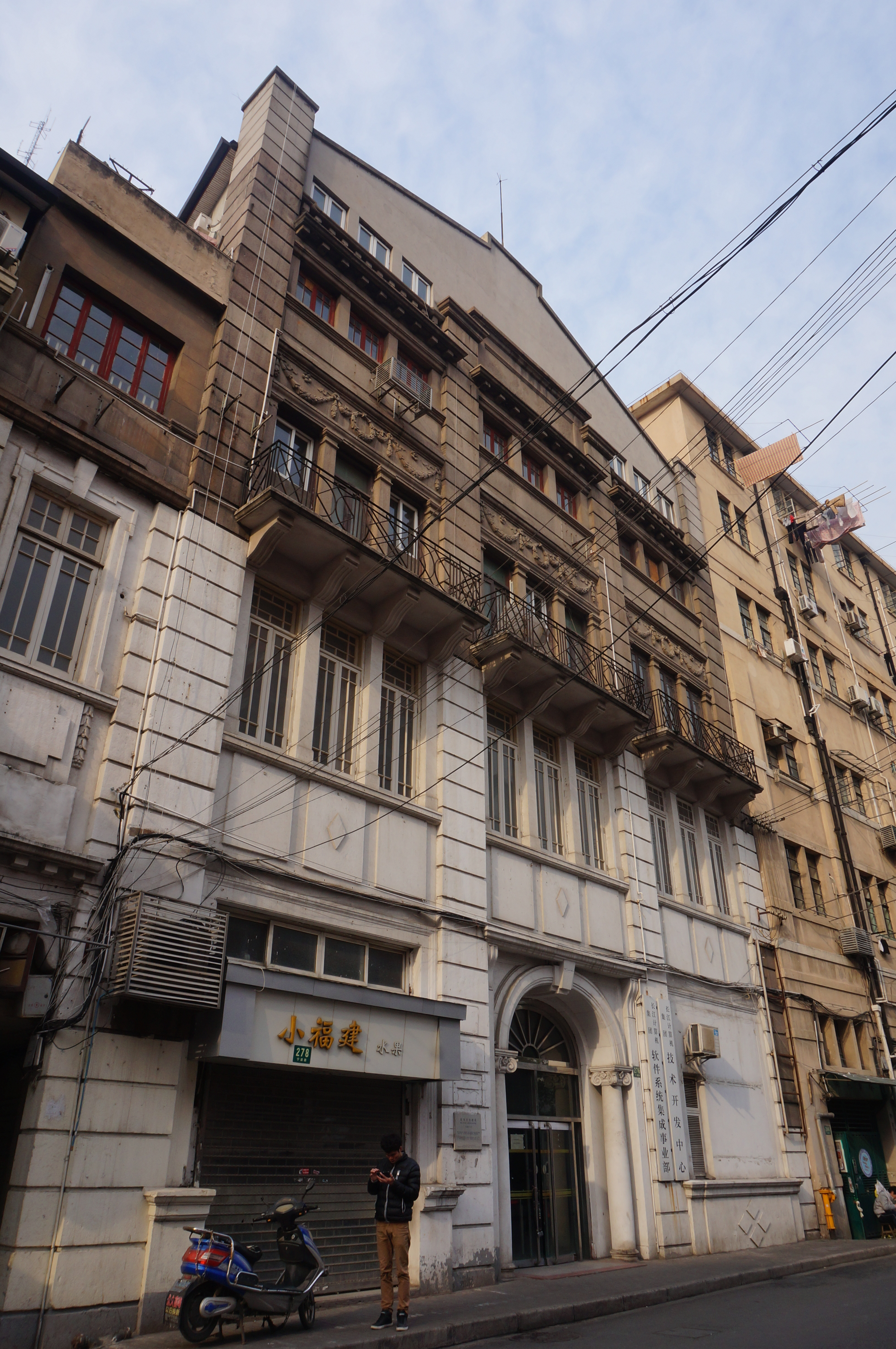
钱业大楼

钱业大楼是位於中華人民共和國上海市黃浦區寧波路265號的上海市第四批优秀历史建筑。該建築曾經是上海錢業公會總部，是钢筋混凝土结构，高四层，為新古典主义建築。1916年，秦润卿筹款购买位於宁波路山西路口的隆庆里房产，1917年竣工，當時命名為钱业公会大楼。當時钱业公会大楼一层是钱业市场，二层是会议室，三至四层为办公室和图书阅览室，地下還有保管库。1922年，南市钱业公所和沪北钱业公会迁入钱业公会大楼。2005年10月31日被列為上海市第四批优秀历史建筑。